# P-2海王星巡邏機

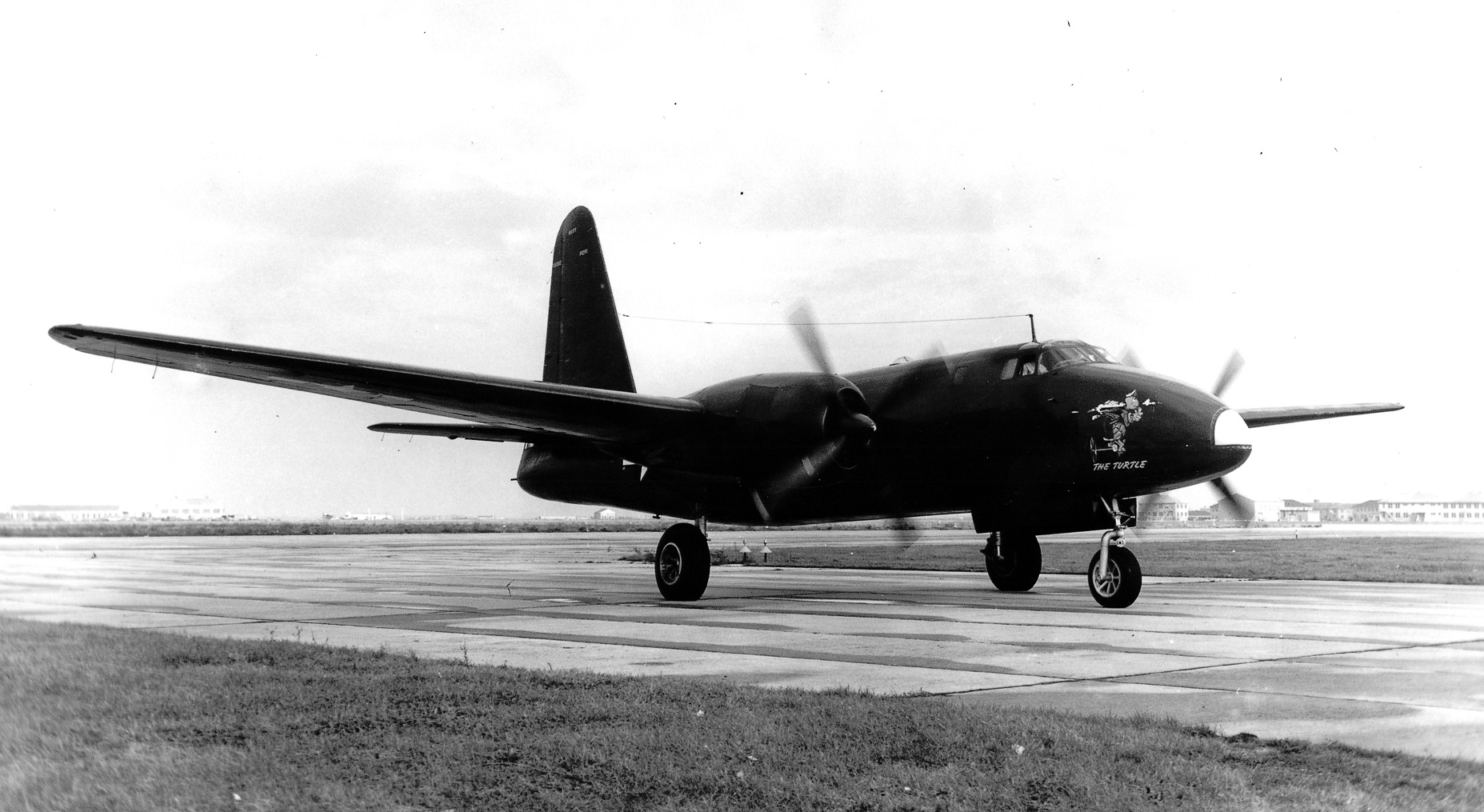
1946年P-2V1第一型

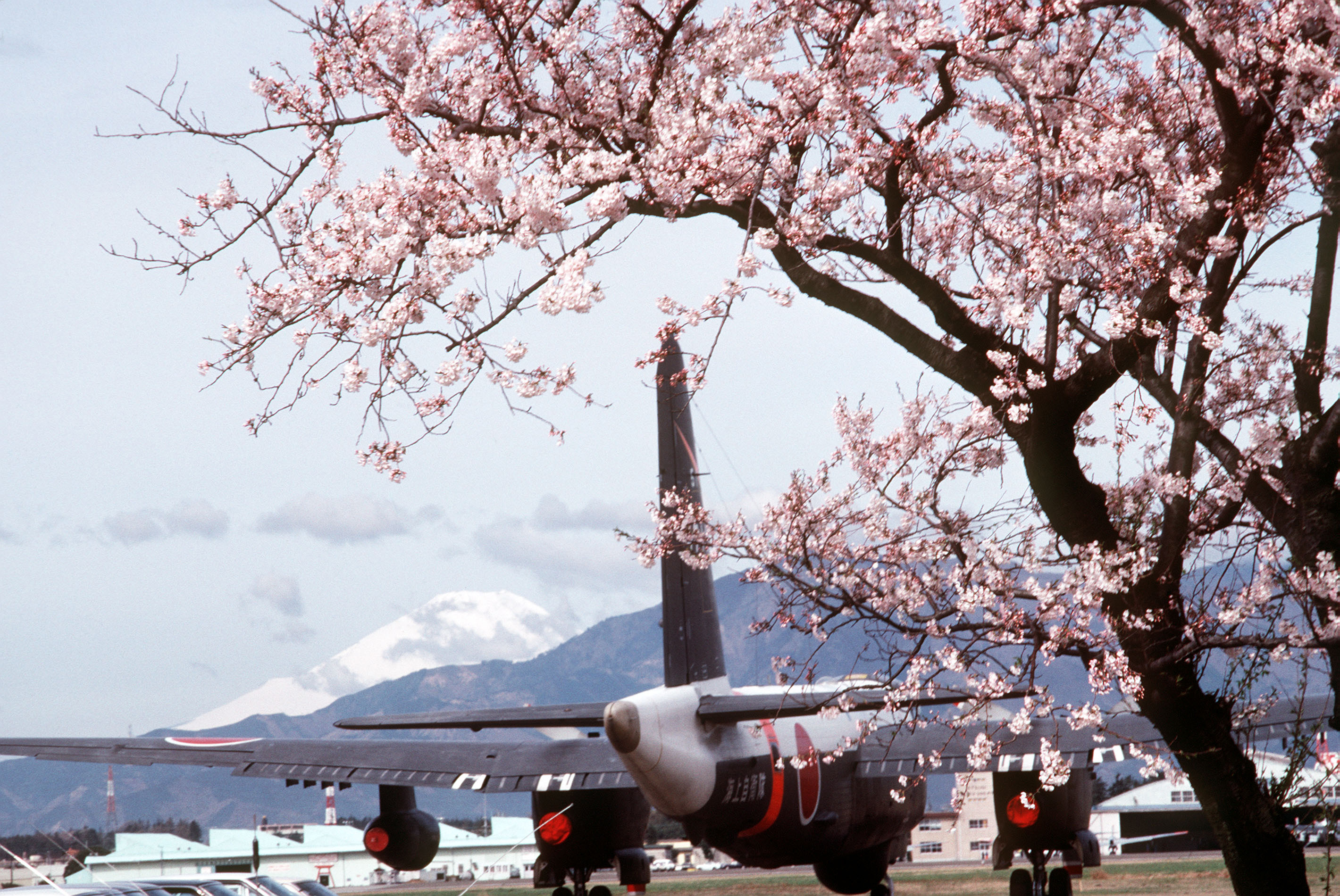
日本P-2J

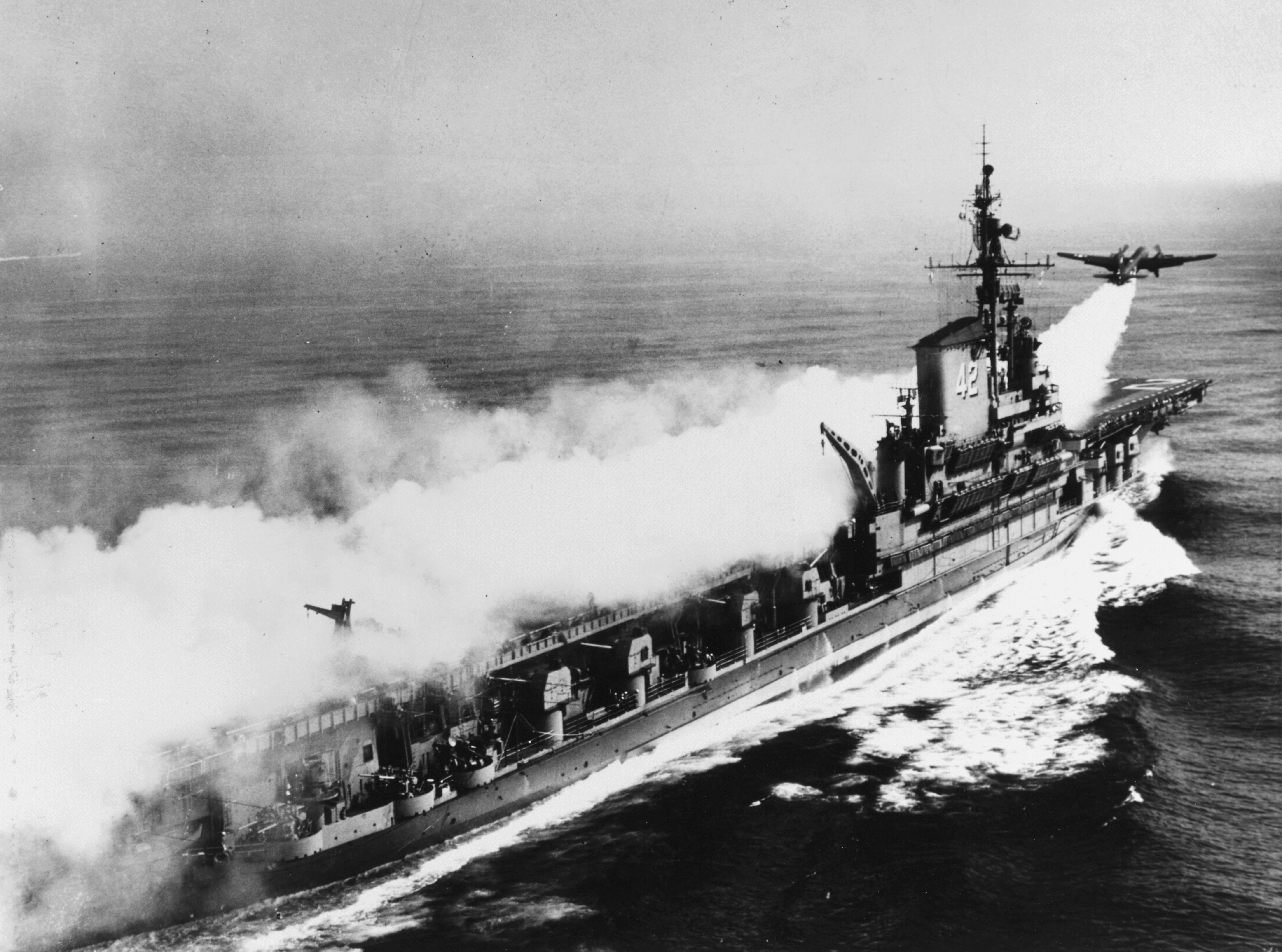
1951年航母上起飛的P-2

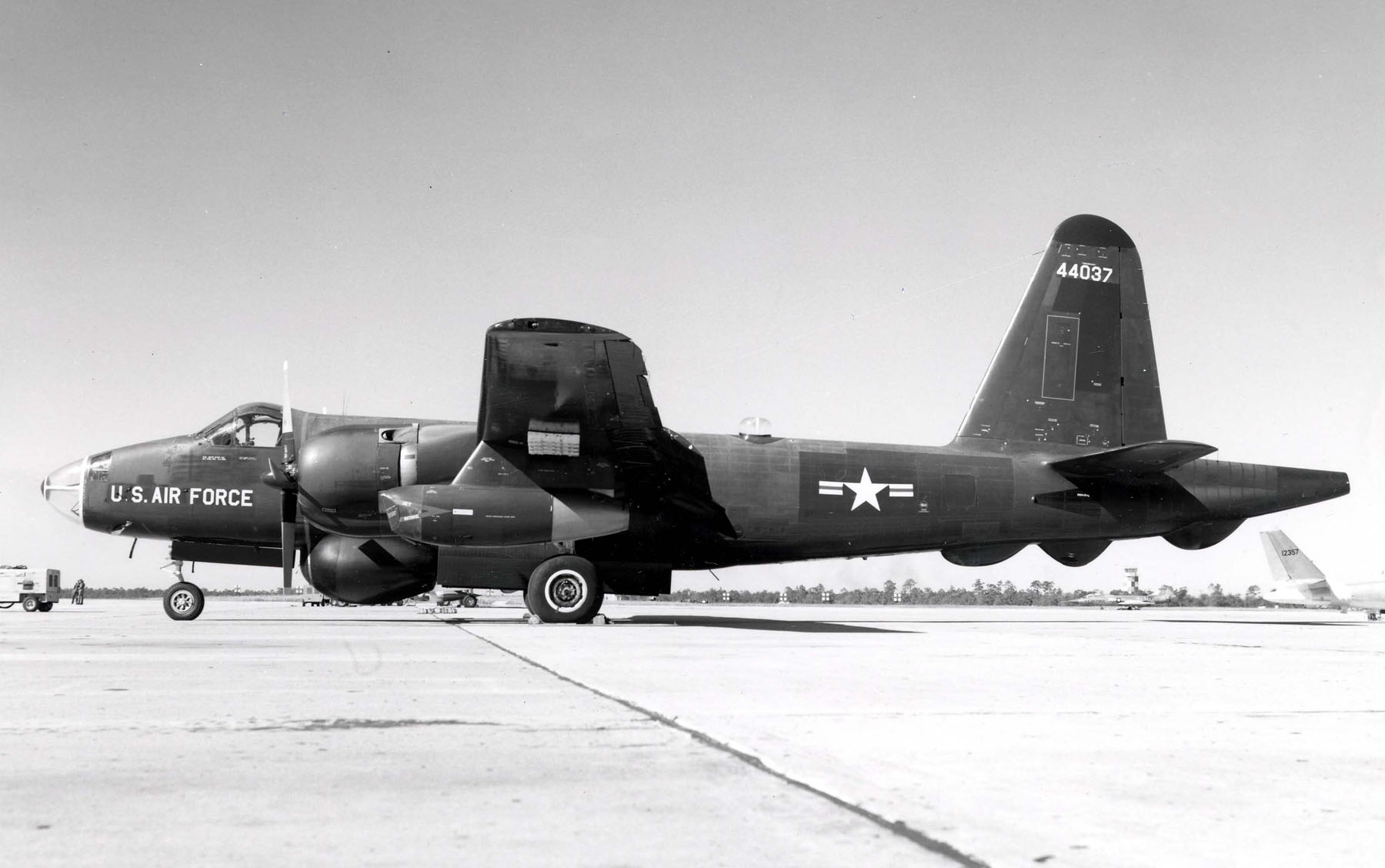
從P2V-7U改裝後的RB-69A電子偵察機供中情局使用

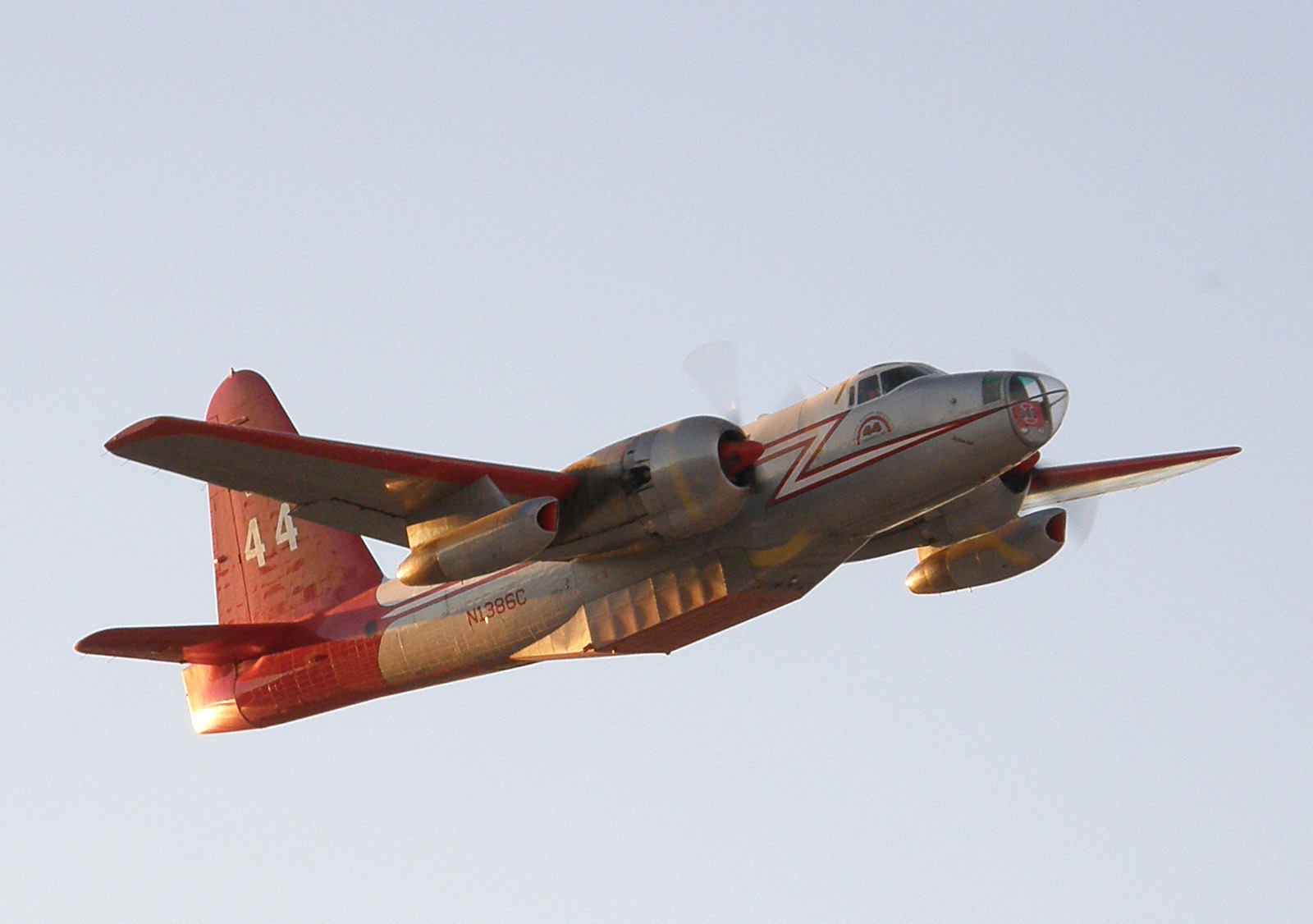
轉為民用滅火飛機的P-2V7於2007年10月加州山火

P-2海王星巡邏機（英文：P-2 Neptune）是美国洛克希德公司设计生产的一种海上巡邏機，被世界許多國家所採用，主要用途为海上巡邏、偵察和反潛作戰，該機可以外加2具噴射引擎達成螺旋槳和噴射雙引擎模式，低速巡航時可以只啟動螺旋槳系統，高速時則同時啟動4具引擎。

## 發展
P-2原型機設計始於1941年是洛克希德26型在40年代稱為P2V，P2V（P-2）是西方第一種專為海上巡邏設計的陸基型飛機，主要作戰內容包括反潛攻擊，對船的空中預警，夜間對海攻擊，魚雷攻擊和布雷。由於當時洛克希德忙於生產PV-2魚叉海上巡邏機(Ventura)，所以P2V的試制被耽擱到1944年春，原型1號機XP2V—1於1945年5月試飛時二戰已近尾聲。原型3號機曾撤去武裝，添加了輔助油箱並對機頭進行流線形改裝，創造了直線飛行距離18,085公里的世界記錄。後來並參加了越戰與福克蘭群島戰爭。
P-2也有過艦載機化的構想；曾有一架P-2V3掛重4.55噸的模擬核彈以33,550kg的總重從航空母艦甲板上起飛，飛行了6,447公里並在途中投下這顆假核彈。
P-2細長的機身中段沒有窗戶是電子作戰席或炸彈艙，可攜炸彈、水雷、魚雷、深水炸彈、聲納等器材。前部裝一對大展舷比的平直上單翼，翼上安裝R3350型空冷活塞發動機2台，後期型並有翼尖油箱，外翼下可設掛架8－16個武器掛點及助推用小型噴射發動機2台。前部是對海面觀察（投彈）透明窗及駕駛艙，電子操縱手則坐在駕駛艙後。 
機尾從垂尾根開始向後延伸一個長型結構，是反潛磁探儀的安裝位置。機身下突起為安裝搜索雷達天線罩。前三點起落架可收入機頭及發動機短艙內。

## 型號
- P2V-1 第一批產型，機頭裝12.7毫米機槍6挺，不透明窗。機腹彈艙中可掛950千克魚雷2條或深水炸彈12顆。

- P2V-2 發動機改良，機頭整形為半卵形，最大速度增加，機頭裝6門20毫米機砲，機身上方與尾部各裝12.7毫米雙聯機槍一座。 P2V-1和-2型，是純粹的海上巡邏和攻擊機。

- P2V-3 發動機進一步得到加強，並加裝了反潛武器，從中改裝出11架艦載機試驗型P2V-3C，後期的P2V-3在機身下裝有搜索雷達，於是成了雷達巡邏預警機P2V-3W。此後其他改型便將機載雷達作為一種標準裝備。

- P2V-4 1962年開始美軍飛機型號按新方式命名，於是P2V-4改稱P-2D，由於前三種改型已退役，故未獲新的型號命名。裝有APS-20雷達，並加裝電波源探測儀用來搜尋目標。翼尖加裝橄欖形副油箱，最大攜油量從12,650公升增至15,920公升速度與航程均有提高。

- P2V-5 機頭機尾均裝20毫米機砲，右翼尖油箱的前端裝有探照燈。

- P-2E 是全面改進設計的標準反潛機也是產量最多的改型（也稱P2V-5F），翼下加裝2台J34-WE-34型噴氣發動機。機頭為對海觀察用透明艙，機尾用磁探頭代替了機砲。乘員9名產量424架。其中有無人駕駛飛機母機DP-2E、電子強化型EP-2E和反潛機SP-2E等改型。

- P-2F 反潛兼布雷機，機頭延長雷達罩改小，裝R3350-36W發動機。 其中包括MP-2F空對地導彈ASM-N-2的發射載機和TP-2F乘員教練機。

- P-2G 1955年生產加裝J34噴氣發動機的P-2F。

- P-2H（P2V-7）最終量產改型也稱P2V-7S從P-2F改良而來，裝R3350-32W發動機（3,500匹馬力）2台及J34-WE-36噴氣發動機2台，並對前起落架、翼尖油箱、座艙蓋及儀表板作了改裝。其中SP-2H是反潛強化型，乘員10人制。

- LP-2J 極地用反潛巡邏機。

- P-2J 日本川崎重工生產的自衛隊改型P-2H裝有APS-80雷達，機上設備性能較新與P-3B反潛機不相上下，軍用服役一直到1994年並有EP-2J電子偵察機改型。

## 使用國
- 澳洲皇家空軍
  - 10 中隊
  - 11 中隊

 巴西
- 巴西空軍 (14 架)
  - 1°/7° Grupo de Aviação

 加拿大
- 加拿大皇家空軍
  - 404 中隊
  - 405中隊
  - 407 中隊

 智利
 法國
- 法國海軍

 日本
- 航空自衛隊 P-2J改良型（授權生產）

 荷蘭
- 荷蘭皇家海軍

 葡萄牙
 中華民國
- 中華民國空軍（執飛）
  - 黑蝙蝠中隊

 英国
- 英國皇家空軍
  - 36 中隊
  - 203 中隊
  - 210 中隊
  - 217中隊
  - 236 中隊

 美国
- 美國陸軍
- 美國海軍
- 中央情報局 改裝7架P2V-7U給予特殊型號RB-69A

## 外部連結
- Aero Union Corporation（页面存档备份，存于）
- Missoulian article on Neptune's P2V water bombers and their proposed replacement with Q300s（页面存档备份，存于）
- Listing of the carrier launch conversions
- Observation Squadron Sixty-Seven（页面存档备份，存于）
- Robert Fulton's Skyhook and Operation Coldfeet, use of P2V aircraft（页面存档备份，存于）